# Arybbas z Epiru
Arybbas (gr: Ἀρύββας, Arýbbas) (ur. ok. 388, zm. po 323 p.n.e.) – król epirockich Molossów z dynastii Ajakidów razem z bratem Neoptolemosem I w latach ok. 370–360 p.n.e., potem samodzielnie w latach ok. 360-342 p.n.e. Młodszy syn Alketasa I, króla Molossów.
Do czasów panowania Alketasa I królestwo Epiru było rządzone tylko przez jednego króla. Po jego śmierci państwo zostało podzielone, bowiem jego synowie, Neoptolemos I i Arybbas, dotąd sprzeczali się, aż dokonali podziału ojcowizny na dwie równe części. Od tego czasu Arybbas z bratem byli względem siebie przyjaźnie nastawieni. Po śmierci Neoptolemosa (ok. r. 360 p.n.e.)) Arybbas zajął jego część, bowiem został opiekunem nieletnich dzieci brata. W ten sposób stał się jedynym władcą Epiru. 
W r. 358 p.n.e. Filip II, król Macedonii, pokonał w bitwie króla iliryjskich Dardanów Bardylisa I. W ten sposób uratował Molossów od groźby najazdu wrogów. W r. 357 p.n.e. Arybbas, aby wzmocnić swą pozycję polityczną, poślubił swą bratanicę Troas oraz namówił Filipa II Macedońskiego do poślubienia drugiej bratanicy, Olimpias. Ta decyzja, dotycząca sojuszu z Macedonią, była dla Arybbasa początkiem kłopotów, bowiem Filip postanowił przejąć kontrolę nad jego krajem.
Ok. r 350 p.n.e. Filip II Macedoński wytoczył zwycięską wojnę przeciw Molossji. Arybbas zachował tron, ale musiał przyjąć zwierzchnictwo macedońskie. Filip zabrał na swój dwór brata żony Olimpias, Aleksandra. Potem, po zajęciu Tymfaji, Orestydy i Parauaji, uzyskał bezpośrednie sąsiedztwo z Molossją. Kraj ten, mając zmienioną sytuację polityczną, zaczął używać brązowych monet Filipa z wizerunkami zaprzężonego rydwanu. 
Arybbas rządził w Epirze do r. 342 p.n.e., kiedy to został usunięty przez Macedończyka na rzecz dwudziestoletniego bratanka Aleksandra I. Uciekł do Aten, ponieważ był jej, tak jak ojciec i dziadek, honorowym obywatelem. Zgromadzenie ateńskie potwierdziło jego obywatelstwo oraz przyznało jego potomkom. Nakazało także strategom rozważyć plan odzyskania dla niego tronu.
W r. 325 p.n.e. Olimpias przybyła do Epiru, by przejąć opiekę nad nieletnim królem i wnukiem Neoptolemosem I. Potajemnie wezwała z wygnania Arybbasa, by namówić go do przyłączenia się do koalicji Greków przeciw Antypatrowi. Niewykluczone, że Arybbas to Aryptaeus, król Molossów wzmiankowany przez historyka greckiego Diodora Sycylijskiego w dziele pt. Biblioteka historyczna (XVIII 11, 1), który brał udział w wojnie lamijskiej (323–322 p.n.e.). Arybbas był także zwycięzcą olimpijskim i pytyjskim w tethrippon (wyścigi rydwanów).

## Potomstwo
Arybbas miał z żoną i bratanicą Troas dwóch synów:
- Alketas (zm. 307), przyszły król Epiru
- Ajakides (zm. 312), przyszły król Epiru